# Хенткаус I
Хенткаус — главная супруга фараона Усеркафа.
Пирамида Хенткаус находится рядом с пирамидой отца с надписью на входе: «Хенткаус, Царь Верхнего и Нижнего Египта, мать царя Верхнего и Нижнего Египта, Дочь Бога, все прекрасное, повелеваемое ей, совершается для неё».
Титулы:
- «Мать царя»

- «Мать двух царей»

У Хенткаус обнаружены атрибуты фараона: символическая накладная борода и царская кобра на лбу. Это позволяет судить о её царствовании в качестве фараона, но некоторые специалисты не поддерживают эту версию, считая, что женщина (за редким исключением) не могла быть фараоном.